# Naoki Kurimoto
Naoki Kurimoto (栗本 直?, Kurimoto Naoki; 29 marzo 1950) è un preparatore atletico, allenatore di calcio ed ex calciatore giapponese.

## Carriera

### Calciatore
Dopo un breve periodo nel circolo sportivo aziendale della Yuasa fu ingaggiato nel Towa Real Estate (a partire dal 1975 noto con la denominazione di Fujita Kogyo), disputando 67 incontri in Japan Soccer League e vincendo due titoli nazionali nel 1977 e nel 1979.

### Dopo il ritiro
Dopo il ritiro dal calcio giocato avvenuto nel 1979, Kurimoto iniziò la carriera di allenatore ottenendo il suo primo incarico nel 1984, quando fu chiamato a guidare l'ANA Yokohama, allora neopromosso in Japan Soccer League. Dopo aver guidato la squadra verso l'esordio in massima serie, al termine della stagione seguente Kurimoto fu esonerato per effetto di alcuni provvedimenti disciplinari presi dalla società in seguito ad una protesta messa in atto dai giocatori della squadra durante l'ultima giornata di campionato.
Reintegrato nella squadra pochi mesi dopo, vi rimase come preparatore atletico sino al 1992. Successivamente ricoprì incarichi nello staff tecnico del Consadole Sapporo (dove divenne vice allenatore nel 1996 e direttore del vivaio nel 1998), nel Kyoto Sanga e nello Zweigen Kanazawa. A partire dal 2012 ricopre il ruolo di responsabile del settore giovanile del Vissel Kobe.

## Statistiche

### Statistiche da allenatore
| Stagione            | Squadra             | Campionato          | Piazzamento         | Andamento | Andamento | Andamento | Andamento | Andamento  |
| Stagione            | Squadra             | Campionato          | Piazzamento         | Giocate   | Vittorie  | Pareggi   | Sconfitte | % vittorie |
| ------------------- | ------------------- | ------------------- | ------------------- | --------- | --------- | --------- | --------- | ---------- |
| 1984                | ANA Yokohama        | JSL2                | 1º                  | 19        | 12        | 2         | 5         | 63,16      |
| 1985-86             | ANA Yokohama        | JSL1                | 12º                 | 25        | 3         | 2         | 20        | 12,00      |
| Totale ANA Yokohama | Totale ANA Yokohama | Totale ANA Yokohama | Totale ANA Yokohama | 44        | 15        | 4         | 25        | 34,09      |

## Palmarès

### Calciatore
- Japan Soccer League: 2

1977, 1979
- Coppa dell'Imperatore: 2

1977, 1979
- Japan Soccer League Cup: 1

1973